# Gustav Sule
Gustav Sule (* 10. November 1910 in Tartu; † 3. April 1942 in Kotlas, russ. Котлас) war ein estnischer Leichtathlet, der in den 1930er Jahren aktiv war. Seine Spezialdisziplin war der Speerwurf.
Bereits 1928 war er Schülermeister im Hochsprung (1,71 m), im Stabhochsprung (3,36 m) und im Speerwurf (55,25 m).
Sule nahm an den Olympischen Spielen 1936 in Berlin sowie an den Europameisterschaften 1934 in Turin und 1938 in Paris teil.
- 1934 gewann er mit einer Leistung von 69,31 m die BRONZEmedaille hinter den beiden Finnen Matti Järvinen (Gold mit 76,66 m) und Matti Sippala (Silber mit 69,97 m).
- 1936 in Berlin lief es für den Esten nicht so gut. Mit 63,26 m verpasste er als Elfter klar das Finale der besten sechs Werfer.
- 1938 stand der Speerwurfwettkampf ganz im Zeichen des überragenden Matti Järvinen, der selbst mit dem schlechtesten seiner sechs Finalwürfe noch eine Medaille gewonnen hätte. Sule kam im dritten Versuch auf 68,60 m und lag hinter dem Finnen und seinem überraschend starken Landsmann Friedrich Isaak auf Platz 3. Dann jedoch zogen Yrjö Nikkanen und der Ungar József Várszegi mit mehreren 70-Meter-Würfen nach, und obwohl Sule im letzten Versuch ebenfalls die 70-Meter-Marke übertraf (70,50 m), blieb für ihn schließlich nur Platz 4.

Zu zwei weiteren Medaillen kam Sule bei den Internationalen Universitäts-Spielen, dem Vorläufer der Studentenweltspiele.
- 1933 in Turin: SILBER hinter dem Ungarn Jozsef Varszegi und vor dem Deutschen Gottfried Weimann
- 1935 in Budapest: BRONZE mit 64,95 m hinter dem Deutschen Gerhard Stöck (Gold mit 67,80 m)

Zwischen 1928 und 1940 wurde Sule neunmal estnischer Meister im Speerwurf und einmal im Hochsprung. Hinzu kommen zweite und dritte Plätze im Stabhochsprung und im Zehnkampf. Zwischen 1931 und 1938 verbesserte er sechs Mal den estnischen Rekord im Speerwurf (von 69,54 m auf 75,93 m).
Er gehörte acht Jahre lang zu den zehn besten Speerwerfern der Welt – 1931 und 1937 kam er auf Platz 2, 1938 auf Platz 3 der Weltbestenliste.
Im Jahr 1934 wurde er zum estnischen Sportler des Jahres gewählt.
- Persönliche Bestleistungen:
  - Hochsprung: 1,80 m (1930)
  - Stabhochsprung: 3,60 m (1931)
  - Kugelstoßen: 14,27 m (1932)
  - Diskuswurf: 42,03 m (1937)

Gustav Sule studierte Wirtschaftswissenschaften an der Universität Tartu. Sein Geld verdiente er sich als Angestellter der Stadtbank – zuerst in Tartu, ab 1940 in Tallinn. Im Jahr 1941 wurde er zum Dienst in der Roten Armee einberufen. Er starb in Kotlas an Lungenentzündung und Unterernährung.
Seit 1958 werden in Tartu Gustav-Sule-Gedächtniswettkämpfe veranstaltet.
Gustav Sule war 1,80 m groß und 83–84 kg schwer.